# Richthausen (Winkelhaid)
Richthausen ist ein Gemeindeteil der Gemeinde Winkelhaid im Landkreis Nürnberger Land (Mittelfranken, Bayern). Richthausen liegt in der Gemarkung Winkelhaid.

## Geografie
Das Dorf bildet mit Winkelhaid im Westen eine geschlossene Siedlung. Die Kreisstraße LAU 23 führt nach Winkelhaid zur Staatsstraße 2239 (1 km südwestlich) bzw. die Bundesautobahn 3 unterquerend nach Ludersheim (0,8 km östlich).

## Geschichte
Im Jahre 1274 wurde Richthausen (Richthaus) erstmals urkundlich erwähnt. Mit dem Gemeindeedikt (frühes 19. Jahrhundert) wurde Richthausen dem Steuerdistrikt Penzenhofen und der Ruralgemeinde Winkelhaid zugeordnet. Im Jahr 1961 zählte Richthausen 124 Einwohner.

## Industrie und Dienstleistung

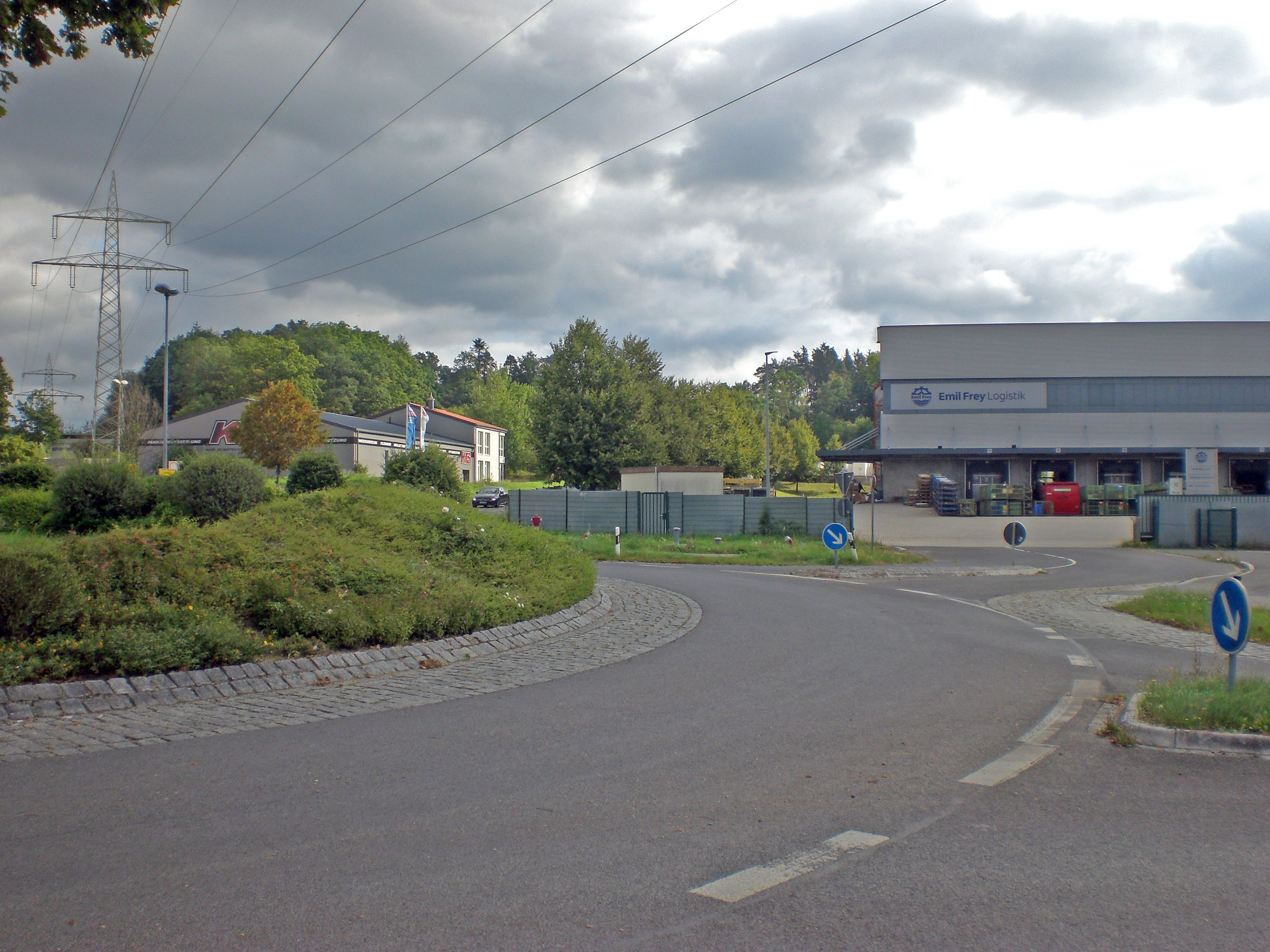
Gewerbegebiet

Am östlichen Ortsrand befindet sich ein Gewerbegebiet. Dort finden sich Logistik- und Handwerksbetriebe, Geschäfte und zwei Nahversorger.